# Tesouro Medieval Informatizado da Lingua Galega
El Tesouro Medieval Informatizado da Lingua Galega (TMILG) és un corpus lingüístic, fruit d'un projecte d'investigació homònim realitzat a l'Instituto da Lingua Galega (ILG) en col·laboració amb la Secretaria General de Política Lingüística de la Junta de Galícia.
El projecte, portat a terme sota la direcció de Xavier Varela, es visibilitza a Internet a través del corpus TMILG, que conté més de 12.500 documents recollits. L'abast cronològic d'aquest corpus lingüístic va des del segle xiii a principis del XVI i acull més de 16.000 unitats textuals, distribuïdes en un total de 82 obres representatives de les tres grans categories reconeixibles en la producció textual de la Galícia medieval.
Aquest recurs permet realitzar múltiples variants de cerques amb relació a la documentació gallega medieval: per dates, per gèneres, per tipologia textual o per variants d'una mateixa paraula i, també, per concordances, a més de per patrons i expressions regulars. No té cap equivalent en cap de les llengües romàniques, sent molt variades les obres que ofereix, les quals van des de la lírica profana o religiosa (lírica trobadoresca galaicoportuguesa, Cantigas de Santa María) fins a la prosa tècnica (Arte de Trovar, Tratado de Albeitaria), passant per la prosa literària (Crónica Troiana, Historia Troiana, Livro de Tristán), la prosa històrica (Crónica Xeral e Crónica de Castela, Xeral Historia), la prosa religiosa (Miragres de Santiago, Crónica de Santa María de Iria) i la prosa jurídica (Flores de Dereito, fragments de Partidas, Ordenamento de Alcalá de Henares…). En lloc preferent es troba la prosa notarial, amb gran nombre de col·leccions religioses i civils, entre les quals es poden destacar, especialment, les monàstiques.
Juntament amb el Corpus Documentale Latinum Gallaeciae (CODOLGA), el Tesouro Medieval Informatizado da Lingua Gallega és una de les dues eines més valuoses per a la consulta de la documentació gallega medieval. Si el CODOLGA s'ocupa de l'accés a un ampli corpus de documentació medieval amb llengua llatina relacionat amb Galícia, el TMLG permet l'accés a la documentació medieval en llengua romànica gallega.